# Adenin-Phosphoribosyltransferase
Die Adenin-Phosphoribosyltransferase ist das Enzym, das die Synthese von AMP aus Adenin und PRPP katalysiert. Diese Reaktion des Salvage Pathway ist wesentlich effizienter als die de-novo-Biosynthese des AMP. Das Enzym kommt in allen Lebewesen und beim Menschen in allen Gewebetypen vor. Mutationen im APRT-Gen können für APRT-Mangel verantwortlich sein, der zu einer erblichen Form von Nierensteinen führt.

## Katalysierte Reaktion
+  {\displaystyle \longrightarrow }  + PPi
Ribosephosphat wird auf Adenin übertragen, AMP entsteht.